# Playboi Carti
Джордан Террел Картер, знаний як Playboi Carti — американський репер з Атланти.
Дебютний однойменний мікстейп Картера вийшов у квітні 2017, і такі пісні, як «Magnolia» і «Woke Up Like This» потрапили у Billboard Hot 100. Його дебютний студійний альбом «Die Lit», що вийшов у 2018, посів 3-тє місце в американському Billboard 200. Після дворічної перерви, 25 грудня 2020 року Джордан випустив довгоочікуванний другий студійний альбом «Whole Lotta Red», що дебютував на першій сходинці Billboard 200.

## Біографія
Джордан Террелл Картер народився 13 вересня 1996 року у Рівердейлі, що у штаті Джорджія, і ріс у містечку Фейрберн. В інтерв'ю Complex у 2016, сказав: «Моя мама ні чорта не могла мені сказати. Ніхто мені не міг заперечувати». Такий спосіб життя вплинув на те, що у ранньому віці Картер втрапляв у неприємності. Він навчався у North Springs Charter High School у Санді-Спрингс. До того як він почав займатися музикою, Джордан хотів стати зіркою НБА. Він перестав грати у баскетбол після розбіжностей з тренером і присвятив себе музиці. Картер регулярно пропускав заняття у школі, щоб працювати над музикою або піти на роботу в H&M, що призвело до того, що він з важкими зусиллями зміг закінчити навчання.

## Кар'єра
Карті почав читати реп у 2011 під псевдонімом Sir Cartier, та незабаром після цього, у 2013 він змінив псевдонім на Playboi Carti. 2014 року, після знайомства з продюсером Ethereal, він приєднався до Awful Records. Карті вважає, що Ethereal допоміг йому знайти свій стиль. Після того, як Джордан вирішив займатися музикою повноцінно, він разом із своєю сім'єю переїхав до Нью-Йорку. Перебуваючи там, він жив у будинку свого наркодилера, і члени ASAP Mob часто відвідували їх. Зрештою, Картер познаймився з ASAP Bari, який познайомив його з ASAP Rocky. Після знайомства, Карті вирушив разом з ASAP Rocky до Техасу. Playboi Carti почав привертати увагу публіки у 2015 році своїми синглами «Broke Boi» та «Fetti». Приблизно в цей час, Карті почав співпрацювати з артистами андерграунд реп-сцени Атланти, такими, як Thouxanbanfauni, Yung Bans, Lil Yachty, Ethereal, продюсерами MexikoDro та ICYTWAT та UnoTheActivist. Він почав гастролювати разом з ASAP Ferg та Lil Uzi Vert, і підписав контракт з Interscope Records.
14 квітня 2017 року Playboi Carti випустив дебютний однойменний мікстейп. Реліз привернув увагу різних музичних видань, таких як XXL, Pitchfork, Spin, HotNewHipHop та PopMatters, і потрапив на 12 місце у Billboard 200. Після виходу мікстейпа, Карті вирушив у турне разом з Gucci Mane і Dreezy. 13 червня 2017 року Playboi Carti було включено у десятку «2017 Freshman Class» журналу XXL.
11 травня 2018 Карті випустив свій дебютний студійний альбом «Die Lit», який посів 3 місце в US Billboard 200. 
Джордан розпочав роботу над своїм другим альбомом «Whole Lotta Red» наприкінці 2018 року. Протягом наступних двох років він нічого не випускав, натомість брав участь у численних синглах, включаючи «Baguettes in the Face» за участю NAV та A Boogie wit da Hoodie, та «Earfquake» разом з Tyler, The Creator. У квітні 2020 року Playboi Carti випустив першу пісню з 2018 року під назвою «@Meh», яка посіла 35 сходинку в Billboard Hot 100. 23 листопада 2020 він оголосив, що роботу над альбомом завершено. 
25 грудня 2020 року Playboi Carti випустив 24-трековий альбом «Whole Lotta Red». Він дебютував на першому місці в US Billboard 200, що зробило його першим релізом Playboi Carti, що посів першу сходинку у чартах.
14 березня 2025 року Playboi Carti випустив альбом «Music». Альбом складається з 30 треків, у яких Carti об’єднався з такими  артистами як Future, Young Thug, Ty Dolla $ign, Lil Uzi Vert, Travis Scott, The Weeknd, Skepta і Kendrick Lamar. «Music» зібрав 139 мільйонів прослуховувань на Spotify за перший день, ставши найпопулярнішим релізом 2025 року на даний момент.

## Мода
GQ визначив Картера як «лідера молодіжного стилю».
Улюблений дизайнер Картера — Раф Сімонс, а улюблений дім високої моди — Balmain. Джордан познайомився з Сімонсом на показі у Нью-Йорку. Картер взять участь у пісні «RAF» гурту A$AP Mob, яка була призначена Рафу Сімонсу. У музичному відео на цю пісню, Playboi Carti, A$AP Rocky і Quavo були одягнені в рідкісний одяг, створений Рафом Сімонсом. Картер вважає Kanye West та A$AP Rocky натхненниками свого стилю.
Джордан Картер неодноразово був моделлю, у тому числі для Louis Vuitton, Yeezy Season 5 Kanye West, VFiles та OVO Lookbook Drake.

## Особисте життя
У 2017 році він недовго зустрічався з американською моделлю Блек Чайн. У 2018 він мав романтичні стосунки з Рубі Роуз, яка стала відомою після знімання у кліпі на пісню «Bad and Boujee» гурту Migos. Він нібито вистрілив у Роуз із пістолета після того, як вона сховала його телефон перед польотом. Вони розлучилися після того, як Картер зрадив їй з Блек Чайною. Пізніше того-ж року Картер почав зустрічатися із австралійською репершою Іггі Азалією. У 2020 TMZ повідомили, що Азаліа народила Картеру сина. Пізніше Азаліа повідомила, що їхнього сина звуть Онікс Келлі. Вони розлучилися у грудні 2019. У грудні 2020 Азаліа розповіла, що Картер зрадив їй і не прийшов на народження сина. Картер відмовився підписати свідоцтво про його народження. Він зрадив їй із інстаграм-моделлю Бренді Маріон.
Джордан страждає від астми.

### Юридичні проблеми
У лютому 2018 він вдарив водія у Гретні, що у Шотландії, під час свого концертного туру. Після судового розгляду його було оштрафовано на 800 фунтів стерлінгів.

## Дискографія
- 2017 — Playboi Carti
- 2018 — Die Lit
- 2020 — Whole Lotta Red
- 2025 – Music